# 青江町
青江町（あおえまち）は、大分県北海部郡にあった町。現在の津久見市上青江、下青江にあたる。

## 歴史
- 1889年（明治22年）4月1日 - 町村制施行に伴い、下青江村と上青江村が合併し青江村が成立する。
- 1928年（昭和3年）4月1日 - 町制施行により青江町となる。
- 1933年（昭和8年）4月1日 - 津久見町、下浦村と新設合併し、新たな津久見町が発足。